# Pelejovice
Pelejovice (dříve také Pelejice) jsou vesnice, část městyse Dolní Bukovsko v okrese České Budějovice v Jihočeském kraji. Nachází se asi 2,3 kilometru jihovýchodně od Dolního Bukovska. Je zde evidováno 24 adres. V roce 2011 zde trvale žilo 47 obyvatel.

## Historie
První písemná zmínka o vesnici pochází z roku 1475.

## Obyvatelstvo
| Rok            | 1869 | 1880 | 1890 | 1900 | 1910 | 1921 | 1930 | 1950 | 1961 | 1970 | 1980 | 1991 | 2001 | 2011 | 2021 |
| -------------- | ---- | ---- | ---- | ---- | ---- | ---- | ---- | ---- | ---- | ---- | ---- | ---- | ---- | ---- | ---- |
| Počet obyvatel | 150  | 163  | 153  | 151  | 165  | 166  | 156  | 99   | 105  | 92   | 82   | 63   | 45   | 47   | 49   |
| Počet domů     | 25   | 25   | 25   | 23   | 24   | 25   | 24   | 26   | 23   | 21   | 23   | 21   | 23   | 24   | 24   |

## Obecní správa
Při sčítání lidu v letech 1850–1962 Pelejovice byly samostatnou obcí, se kterým patřily nejprve do okresu Třeboň, ale v roce 1950 v okrese Soběslav a od roku 1960 v okrese České Budějovice. Od 1. ledna 1963 jsou částí městyse Dolní Bukovsko v okrese České Budějovice. V letech 1850–1874 k obci patřily Sedlíkovice.

## Pamětihodnosti
- Usedlosti čp. 11, 17 a 18
- kaple na návsi

## Galerie

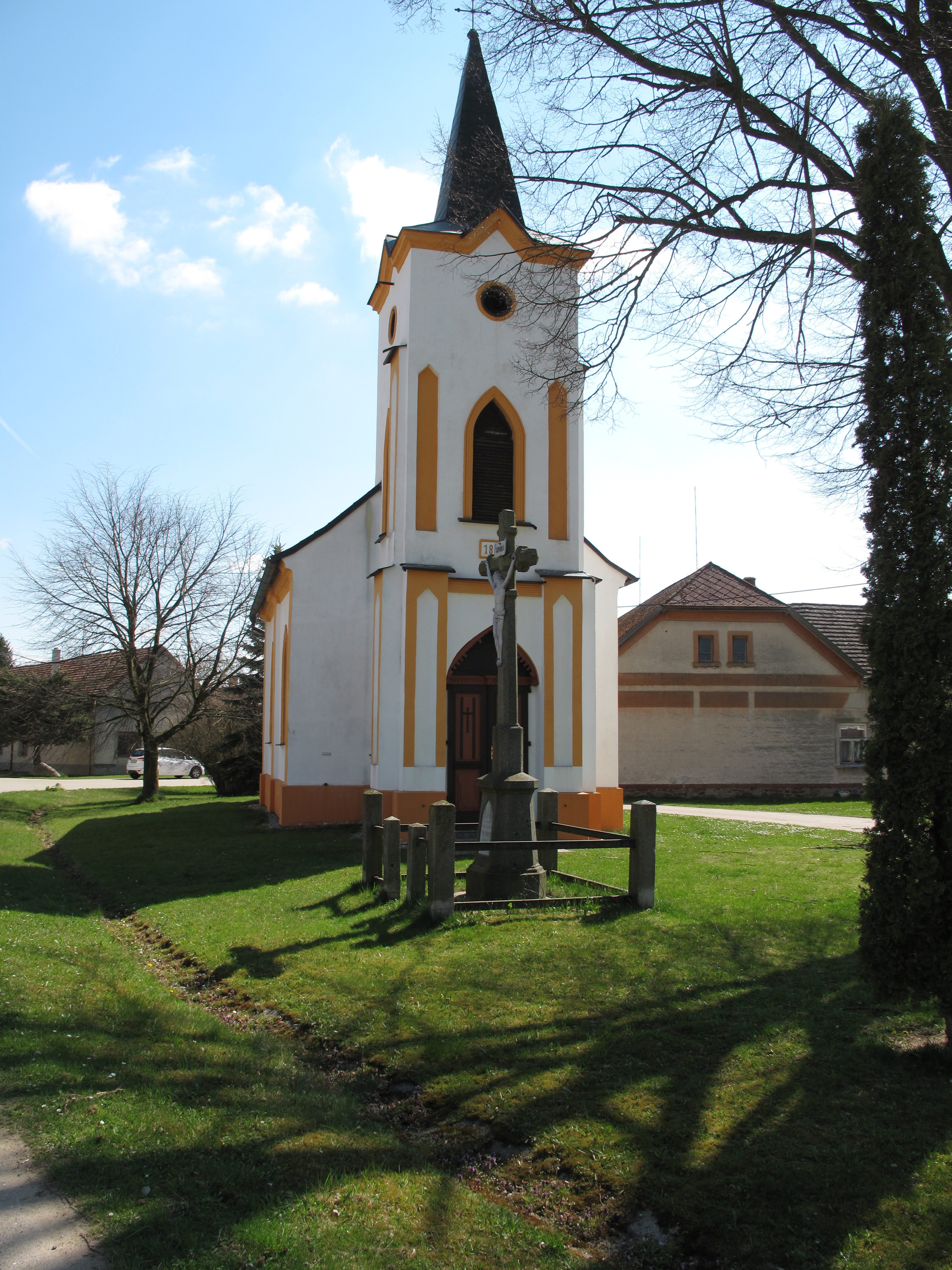
Kaple
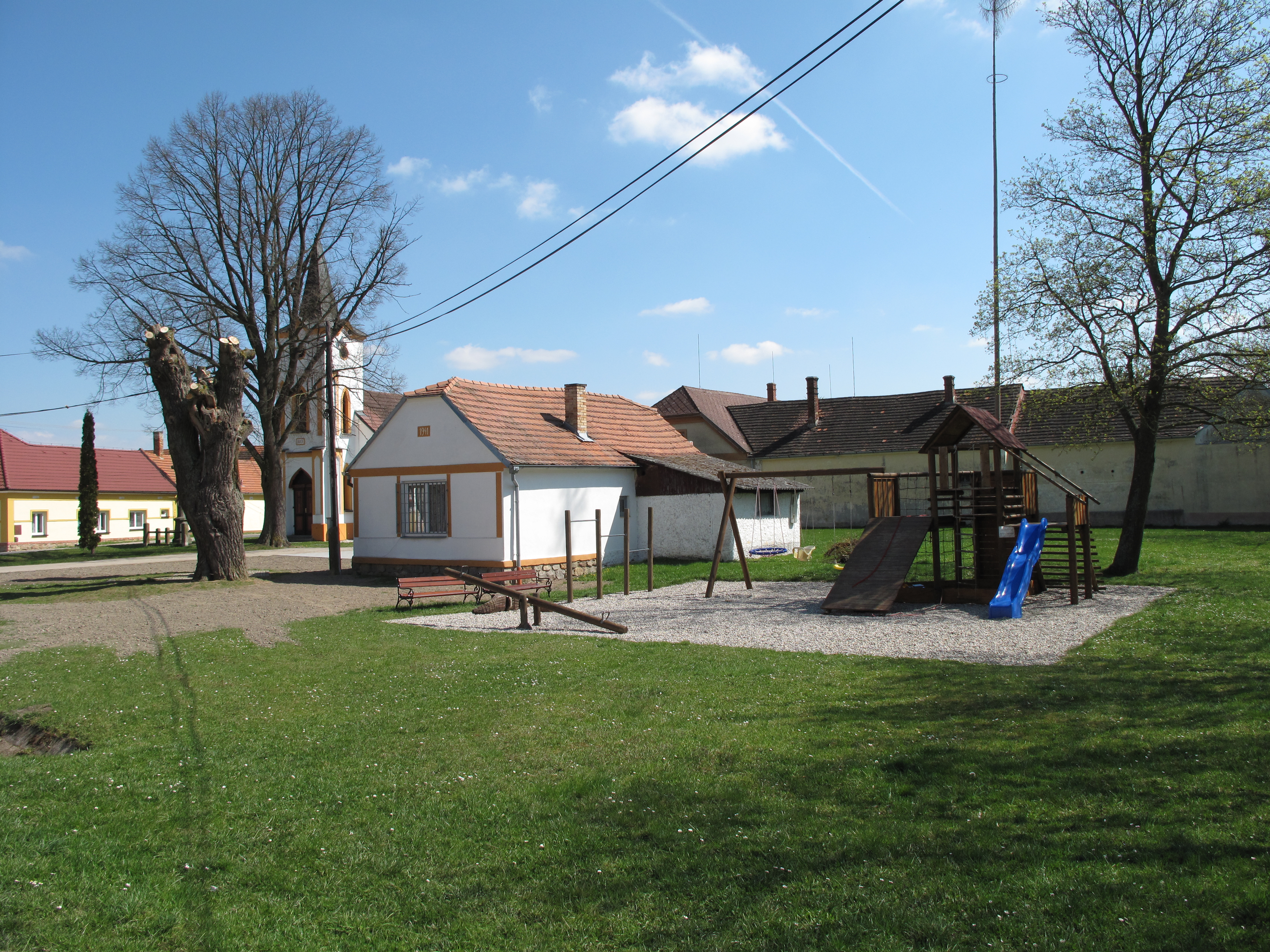
Dětské hřiště
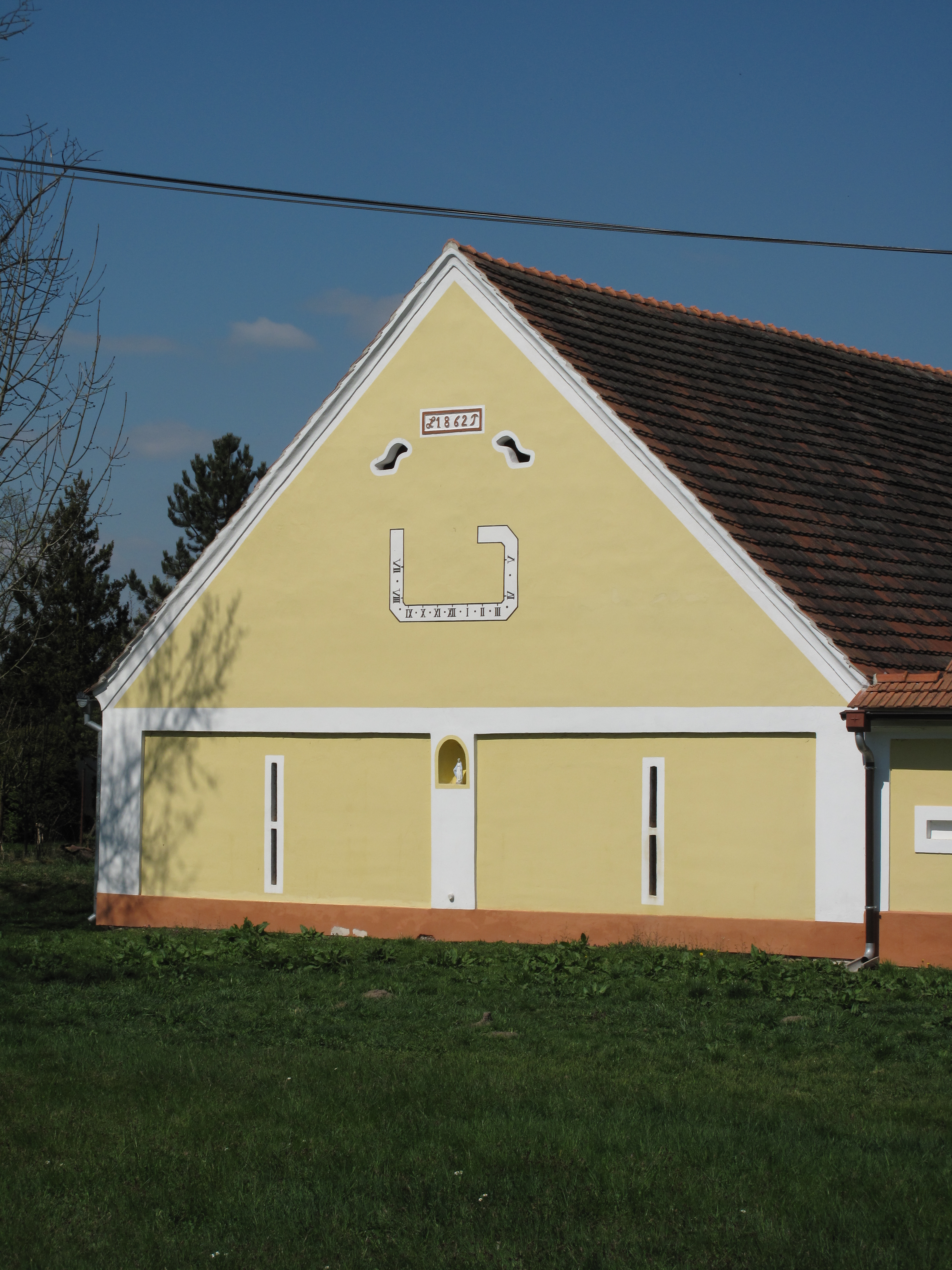
Fasáda stodoly
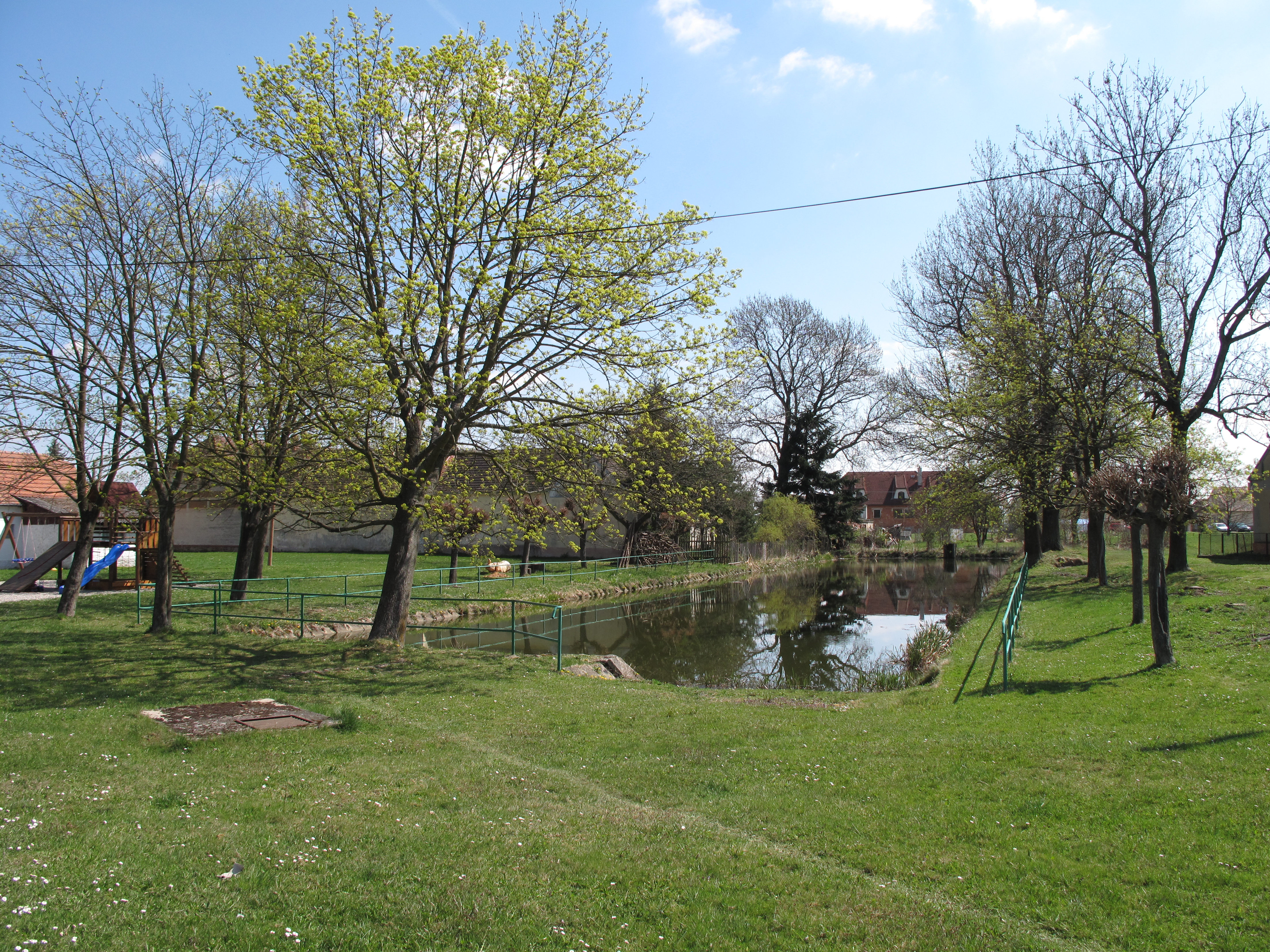
Vodní nádrž